# Stuart Pearce
Pour les articles homonymes, voir Pearce.
Stuart Pearce est un footballeur anglais, et actuellement entraîneur, né le 24 avril 1962 à Hammersmith (Angleterre). Il est titulaire de l'Ordre de l'Empire britannique. Il est l'actuel entraîneur adjoint du club de West Ham.
En 2005, il prend la suite de Kevin Keegan à la tête de l'équipe de Manchester City mais est congédié en 2007.

## Biographie

### Carrière en club
Pearce était un des défenseurs les plus élégants du football anglais. Sa carrière a commencé au Wealdstone F.C., 

### Carrière internationale
Pearce débute en équipe nationale en 1987 contre le Brésil. Il s'installe alors au poste de défenseur gauche, et comptera 78 sélections.
Il manque son tir au but lors de la demi-finale de la Coupe du monde de 1990 en Italie contre l'Allemagne de l'Ouest. Il se le reprochera toute sa vie.
En 1994, à la suite de l'arrivée de Terry Venables comme sélectionneur, Pearce perd sa place de titulaire en sélection au profit de Graeme Le Saux. Il la récupérera à la suite de la blessure de ce dernier, réussissant cette fois-ci son tir au but contre l'Espagne au Championnat d'Europe de 1996.

### Carrière en tant qu'entraîneur
Après avoir passé une saison comme entraîneur-joueur à Manchester City, Pearce arrête sa carrière de joueur. Pour son dernier match comme joueur, il ratera même un penalty, alors que le gardien Dave Beasant avait promis de ne pas essayer de l'arrêter. Si Pearce l'avait réussi, il aurait atteint le total de 100 buts dans sa carrière.
Pearce devient alors manager exécutif du club le 10 mars 2005 à la suite du départ de Keegan. Après une période d'essai, il signe un contrat définitif le 12 mai. Congédié en 2007, il est, depuis cette même année, l'entraîneur de l'équipe d'Angleterre espoirs. En 2011, il est également nommé sélectionneur de l'équipe olympique de Grande-Bretagne, pour disputer le tournoi de football des Jeux olympiques de Londres 2012.
Le 9 février 2012, Pearce est nommé entraîneur par intérim de l'équipe d'Angleterre A, à la suite de la démission de Fabio Capello. Il prendra les rênes lors de la rencontre face aux Pays-Bas, le 29 février 2012.
Le 3 avril 2014, Stuart Pearce signe un contrat de deux saisons en faveur du club de Nottingham Forest ou il prendra officiellement ses fonctions le 1er juillet.
Le 28 janvier 2016, à 53 ans, il rejoint Longford AFC (13e division nationale) en tant que joueur. Il joue son premier match, face au club de Wotton Rovers, qu'il perdra (0-1).
Le 12 novembre 2017, il rejoint West Ham United comme entraîneur adjoint de David Moyes.

### Vie personnelle
Stuart Pearce est fan de musique punk-rock / new wave, notamment du groupe The Stranglers qu'il a vu sur scène plus de 300 fois, il est également fan de The Damned.[réf. nécessaire]

## Palmarès

### Joueur

#### Nottingham Forest
- Vainqueur de la Coupe de la Ligue en 1989 et 1990
- Finaliste de la Coupe de la Ligue en 1992
- Vainqueur de la Full Members Cup en 1989 et 1992
- Finaliste de la Coupe d'Angleterre (FA Cup) en 1991

#### Newcastle United
- Finaliste de la Coupe d'Angleterre (FA Cup) en 1999

#### West Ham United
- Vainqueur de la Coupe Intertoto en 1999

#### Manchester City
- Champion d'Angleterre de D2 en 2002

#### Divers
- Élu joueur du mois du championnat d'Angleterre en février 2001

### Manager
- Finaliste du Championnat d'Europe espoirs 2009 avec l'équipe d'Angleterre des moins de 21 ans